# غازي التوبة
غازي التوبة (ولد في 15 أيار 1939 في دمشق)، كاتب ومفكر إسلامي، عضو في هيئة علماء فلسطين في الخارج والمجلس الإسلامي السوري، ورئيس رابطة العلماء السوريين، وله عدة مؤلفات في الفكر الإسلامي ونقد التجارب الإسلامية.

## نشأته وتعليمه
ولد في حي الميدان في دمشق عاصمة سورية .في 15 مايو/أيار 1939 ونشأ في صفورية في فلسطين، وهو الابن الأكبر للشيخ أحمد التوبة الذي شارك في حركة عز الدين القسام وفي ثورة الأعوام 1936-1939، وينسب إليه اغتيال الجنرال (أندروز) الحاكم البريطاني للواء الجليل عام 1937م، ووالدته رقية الشريف (توفيت عام 2015)، وله ثلاثة إخوة، وثلاث أخوات.
تزوج عام 1962م، وله أربعة من الأولاد وبنتان.

درس الابتدائية في فلسطين، ولجأ في حرب عام 1948 مع أسرته إلى سورية، وحصل على الشهادة الابتدائية (السرتفيكا) من المدرسة الخيرية في حمص عام 1950م وحصل على الشهادة الإعدادية (البروفيه) من ثانوية خالد بن الوليد في حمص عام 1954م. والثانوية (البكالوريا) من ثانوية خالد بن الوليد في حمص عام 1957م. ثم حصل على الليسانس من جامعة دمشق في سوريا عام 1963م . كما حصل على الماجستير من الجامعة اللبنانية عام 1975م، وكان عنوان الرسالة: (زفر بن الحارث الكلابي: الأحاديث التي رواها، وشعره، وحياته) ثم حصل على شهادة الدكتوراه حول «تطور العقيدة الأشعرية)» من جامعة العالم الأميركية في الولايات المتحدة الأميركية.

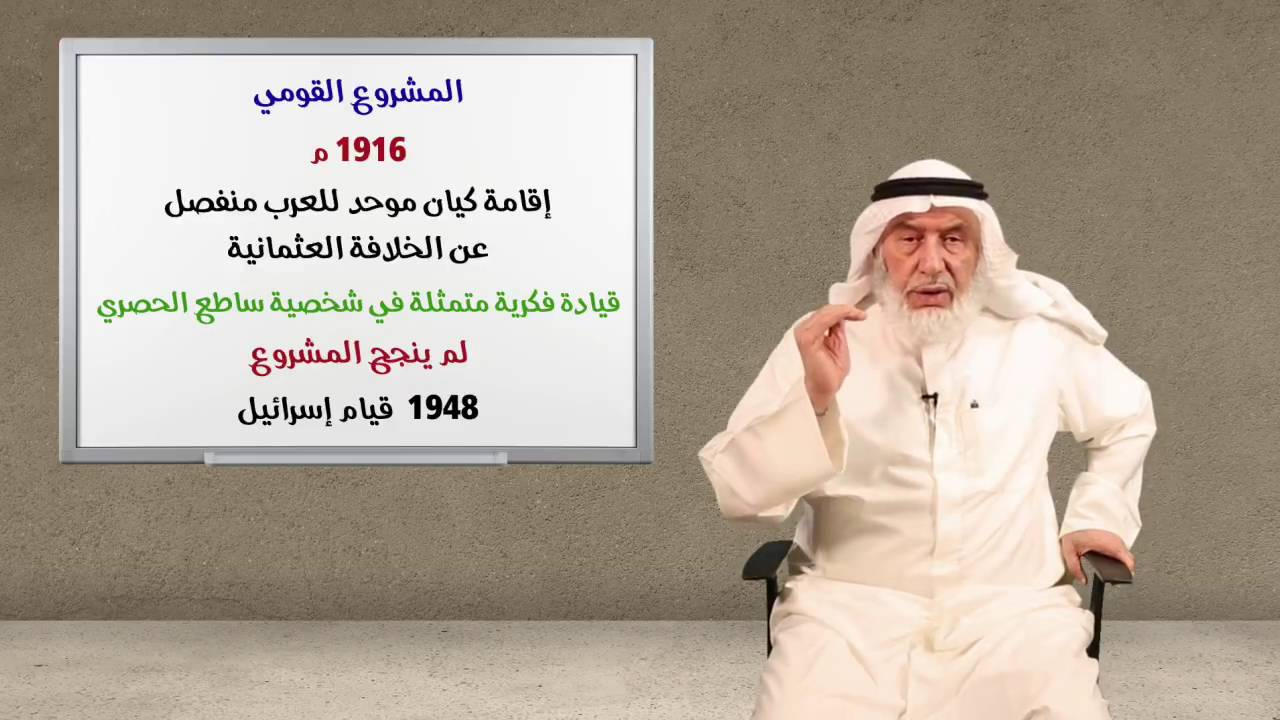

## نشاطه الدعوي
-عمل في الحقلين: الدعوي والتربوي في عدد من البلدان العربية والإسلامية والأجنبية حيث درّس في تلك الجامعات علوم اللغة العربية، والدراسات الإسلامية، والعقيدة الإسلامية، وشارك في عدة مؤتمرات وبرامج التلفزيونية تناولت الشؤون الإسلامية، ويشرف على موقع«منبر الأمة الإسلامية للدراسات والأبحاث»، وله عدد كبير من من المقالات والدراسات والأبحاث.

## مؤلفاته
1. الفكر الإسلامي المعاصر دراسة وتقويم- صدر عام 1969.
2. في مجال العقيدة: نقد وعرض – صدر عام 1976.
3. جذور أزمة المسلم المعاصر: الجانب النفسي – صدر عام 1994.
4. الأمة الإسلامية بين القرآن والتاريخ – صدر عام 1995.
5. النفس المسلمة: صور من بنائها وأحوالها- صدر عام 2005.
6. القضية الفلسطينية: الواقع والآفاق – صدر عام 2005.
7. لماذا سقطت الخلافة العثمانية؟: قراءة في عوامل ضعف الأمة- صدر عام 2008.
8. الجماعة في الإسلام: المشروعية والإطار، 1995م
9. التغيير في العالم الإسلامي: أزمة موضوعية أم ذاتية؟، 1996م
10. أبو الأعلى المودودي، فكره ومنهجه في التغيير: دراسة وتقويم، 1996م
11. الأمة الإسلامية بين القرآن والتاريخ: دراسة وتحليل، 1999م
12. إشكالية النهضة بين الفكر القومي العربي والصحوة الإسلامية، 2003م
13. صفورية والمجاهد والفتى، 2011م
14. رؤى وآراء معاصرة: دراسة نقدية، 2012م
15. قراءات في شؤون الإسلام والأمة والحضارة: رؤية نقدية، 2015م
16. نظرات في الربيع العربي والثورة السورية 2017
17. آراء الدكتور سعد الدين العثماني في السنَّة والحُكم.. تحليل وتقويم 2019